# Pastuchov
Pastuchov (em húngaro: Nyitrapásztó) é um município da Eslováquia, situado no distrito de Hlohovec, na região de Trnava. Tem 15,23 km² de área e sua população em 2018 foi estimada em 985 habitantes.

## Demografia
| Ano:        | 1994 | 2004   | 2014   | 2024   |
| ----------- | ---- | ------ | ------ | ------ |
| Broj ljudi: | 961  | 982    | 970    | 934    |
| Razlika:    |      | +2,18% | -1,22% | -3,71% |

| Ano:               | 2023 | 2024   |
| ------------------ | ---- | ------ |
| Número de pessoas: | 948  | 934    |
| Diferença:         |      | -1,47% |